# جوي إيستازي
جوي إيستازي (بالإنجليزية: Joye Estazie)‏ (10 أغسطس 1984 بموريشيوس - ) هو لاعب كرة قدم موريشيوسي في مركز الدفاع. شارك مع منتخب موريشيوس لكرة القدم. أما مع النوادي، فقد لعب مع AS Vacoas-Phoenix ‏.

## روابط خارجية
- جوي إيستازي على موقع قاعدة بيانات كرة القدم.إي يو (الإنجليزية)
- جوي إيستازي على موقع ناشيونال فوتبول تيمز (الإنجليزية)